# ستانلي وودورد دافنبورت
ستانلي وودورد دافنبورت هو محامي وسياسي أمريكي، ولد في 21 يوليو 1861 في Plymouth, Pennsylvania ‏ في الولايات المتحدة، وتوفي بنفس المكان في 26 سبتمبر 1921. نشط حزبياً في الحزب الديمقراطي. وقد انتخب عضو مجلس النواب الأمريكي ‏.